# The Tony Bennett/Bill Evans Album
The Tony Bennett Bill Evans Album è un album in studio collaborativo del cantante Tony Bennett e del pianista Bill Evans, pubblicato nel 1975.

## Tracce
1. Young and Foolish (Albert Hague, Arnold B. Horwitt) – 3:54
2. The Touch of Your Lips (Ray Noble) – 3:56
3. Some Other Time (Leonard Bernstein, Betty Comden, Adolph Green) – 4:42
4. When in Rome (Cy Coleman, Carolyn Leigh) – 2:55
5. We'll Be Together Again (Carl T. Fischer, Frankie Laine) – 4:38
6. My Foolish Heart (Ned Washington, Victor Young) – 4:51
7. Waltz for Debby (Evans, Gene Lees) – 4:04
8. But Beautiful (Johnny Burke, Jimmy Van Heusen) – 3:36
9. Days of Wine and Roses (Henry Mancini, Johnny Mercer) – 2:23

## Formazione
- Tony Bennett - voce
- Bill Evans - piano